# Municípios do Japão

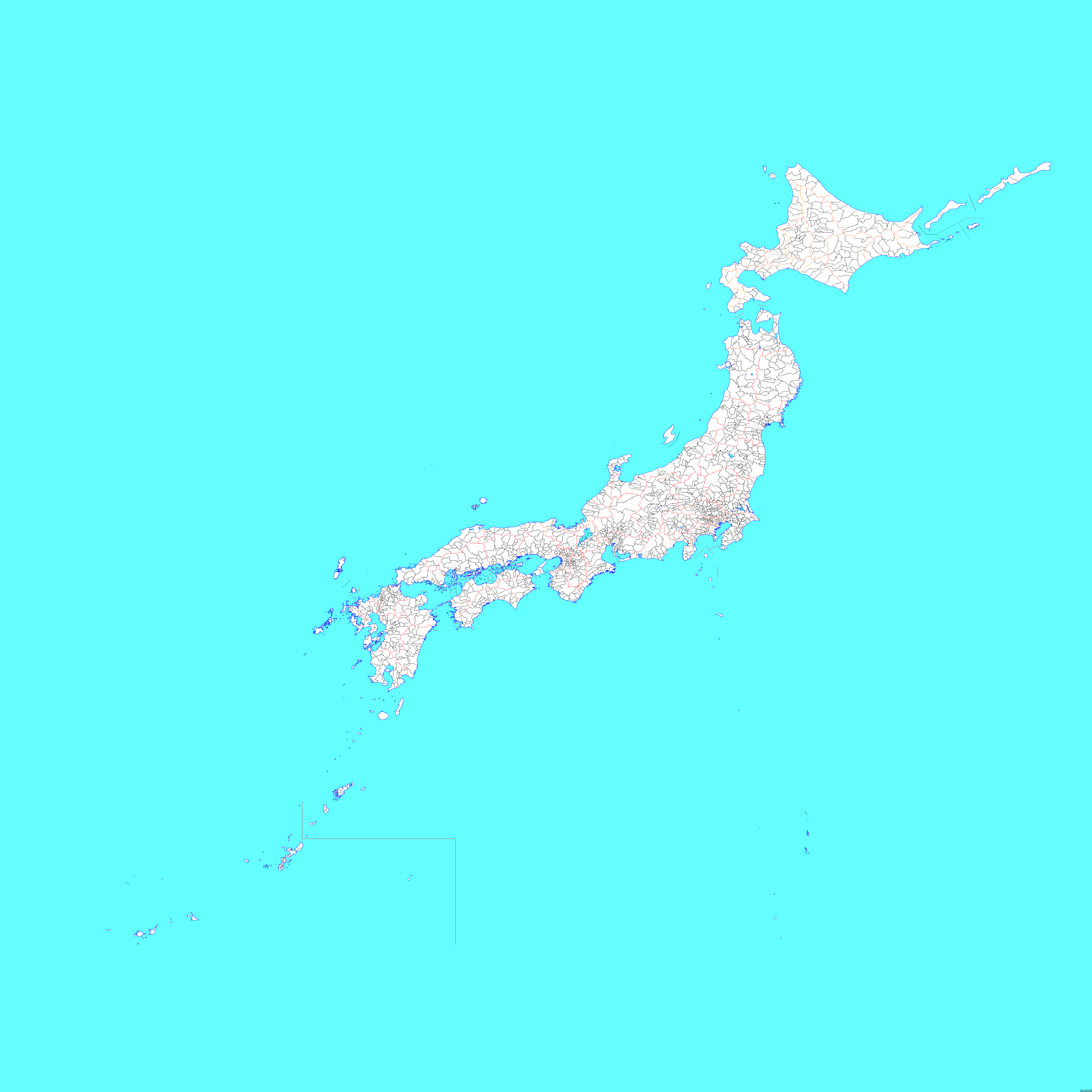
Mapa de todas Municipalidades do Japão incluindo territórios disputados

O Japão tem três níveis de governo: nacional, prefeitoral, e municipal. A nação é dividida em 47 prefeituras. Cada prefeitura consiste em inúmeras municipalidades, com 1.719 no total (números de janeiro de 2013). Existem quatro tipos de municipalidades no Japão: cidades, vilas, aldeias e wards especiais (o ku de Tóquio). No Japonês, este sistema é conhecido como shikuchōson (市区町村), onde cada kanji na palavra representa um dos quatro tipos de municipalidades.
O status de uma municipalidade, se é uma aldeia, vila ou cidade, é decidido pelo governo prefeitural. Geralmente, uma aldeia ou vila pode ser promovido para uma cidade quando sua população aumenta mais de cinquenta mil, e uma cidade pode (mas não precisa) ser rebaixada para uma vila ou aldeia quando sua população diminui abaixo de cinquenta mil. A cidade menos povoada, Utashinai (Hokkaidō), tem uma população de apenas quatro mil, enquanto uma vila na mesma prefeitura, Otofuke (Hokkaidō), tem quase quarenta mil habitantes.
Algumas cidades designadas também possuem subdivisões administrativas, também conhecidas como wards. Mas, ao contrário das wards especiais de Tóquio, essas wards não são municipalidades.
Os seguintes são exemplos de 19 cidades designadas:
- Fukuoka, a cidade mais populosa da região Kyūshū
- Hiroshima, a cidade de fabricação, ocupada na região de Chugoku de Honshū
- Kobe, um grande porto na mar interior, localizado no centro de Honshū, perto de Osaka
- Kitakyushu, uma cidade de pouco mais de um milhão de habitantes em Kyūshū
- Quioto, antiga capital, centro histórico e próspera cidade moderna
- Nagasaki, um porto na ilha de Kyushu
- Nagoia, centro de uma grande região de fabricação de automóveis no litoral leste de Honshū
- Osaka, uma vasta cidade de fabricação na costa do mar interior de Honshū
- Sapporo, a maior cidade em Hokkaidō
- Sendai, o principal centro do nordeste de Honshū (também conhecida como a Tohoku)
- Yokohama, uma cidade portuária ao sul de Tóquio

A capital, Tóquio, já não tem status de cidade. A Prefeitura de Tóquio agora engloba 23 wards especiais, cada cidade para si mesma, bem como muitas outras cidades, vilas e até aldeias no continente japonês e nas ilhas periféricas. Cada uma das 23 wards especiais de Tóquio é legalmente equivalente a uma cidade, entretanto, as 23 wards especiais como um todo são consideradas como uma cidade.  Para informações sobre a antiga cidade de Tóquio, ver Cidade de Tóquio; para obter informações sobre a atual Prefeitura de Tóquio, ver Tóquio.
Ver também: cidade central

## Não-municipalidade
O mesmo kanji que designa uma vila (町) também é usado às vezes para endereços de seções de uma área urbana. Em casos raros, uma aldeia municipal pode até conter uma seção com o mesmo tipo de designação.  Embora o kanji é o mesmo, nenhuma destas secções individuais são municipalidades para si mesmas. Às vezes, o nome da seção é um remanescente de gappei, um sistema onde várias comunidades adjacentes se fundem para formar uma municipalidade maior, onde os nomes das cidades antigas são mantidos para uma seção da nova cidade, mesmo que a nova cidade resultante possa ter um nome completamente diferente.
Sub-prefeituras são filiais das prefeituras e não municipalidades por si só.
Distritos não são municipalidades atuais, mas nomes de grupos de cidades e aldeias.
Províncias não são municipalidades atuais, mas (quase obsoletos) nomes de regiões geográficas semelhantes às prefeituras.